# 家弓正彦
家弓 正彦（かゆみ まさひこ、1959年9月12日 - ）は、日本の実業家、経営コンサルタント。株式会社シナプス代表取締役社長、グロービス経営大学院元教授、中央大学元非常勤講師。

## 人物
1959年9月12日、神奈川県鎌倉市生まれ。立教大学経済学部経営学科（現・経営学部）卒業。1982年松下電器産業株式会社入社。FA関連機器のマーケティング業務を担当し、市場調査、商品企画、広告宣伝、販売促進など広くマーケティング実務に従事する。
その後、三和総合研究所にて経営コンサルティングに従事。 1997年、シナプス設立、代表取締役社長。
2001年には、「マーケティング・カレッジ」を立ち上げ、ビジネスマン教育に取り組み、コンサルタントとしてはマーケティング戦略構築から、マーケティング施策の現場導入を支援し、これまでにベンチャーから一部上場企業まで400社を超える企業にマーケティングを主とした経営提言、指導を行っている。 
中央大学非常勤講師、グロービス経営大学院教授も歴任し、企業の社内研修を中心とする講師としても、SMBCコンサルティング講師、日経ビジネススクール講師、日経BPセミナー講師、東京商工会議所セミナー講師など、のべ約4万人以上の受講生に対する豊富な教職経験を有し、論理性と実践性を併せ持つインタラクティブな講義には定評がある。広告戦略やマーケティング関連書籍の執筆のほか、大学院のMBAコースの教員の知識を活かして、ネット媒体への記事出稿を行う傍ら、テレビ東京「ワールドビジネスサテライト」への出演やハフポスト日本版のイベントで登壇するなど多方面で活躍する。
リーダーシップ教育を行う立教大学経営学部のワークショップでもボランティアで講師を務めるなど、学生たちへケーススタディーを行う中で、グループワークのファシリテーションやアドバイスを行った。また、京都大学の全学生を対象とする就職セミナーで、マーケティングの仕事に関する講演を行うなどの活動も行う。
2023年6月には、国家試験、検定試験などの講座を扱うオンライン予備校のアガルートが家弓が経営するシナプスを買収したが、M&A後も家弓は代表に留任した。

## 著書
- 『1998年日本はこうなる』共著 講談社 1997年11月
- 『できる・使える事業計画の書き方』共著 日本能率協会 1997年12月
- 『広告ビジネス戦略』監修 誠文堂新光社 2010年7月15日
- 『ブランディング戦略』監修 誠文堂新光社 2010年7月15日
- 『広報・PR戦略』共著 誠文堂新光社 2010年8月
- 『資料作成から発表までたったの4STEPでこんなに通る!プレゼン』明日香出版社 2015年5月
- 『マーケティングの本質を極める3ステップ:「知る」と「できる」は大違い!』シナプス 2019年4月
- 『ニーズの種を育てるヒアリング・課題解決の教科書』ビジネス教育出版社 2020年4月